# Historiskt-geografiskt och statistiskt lexikon öfver Sverige

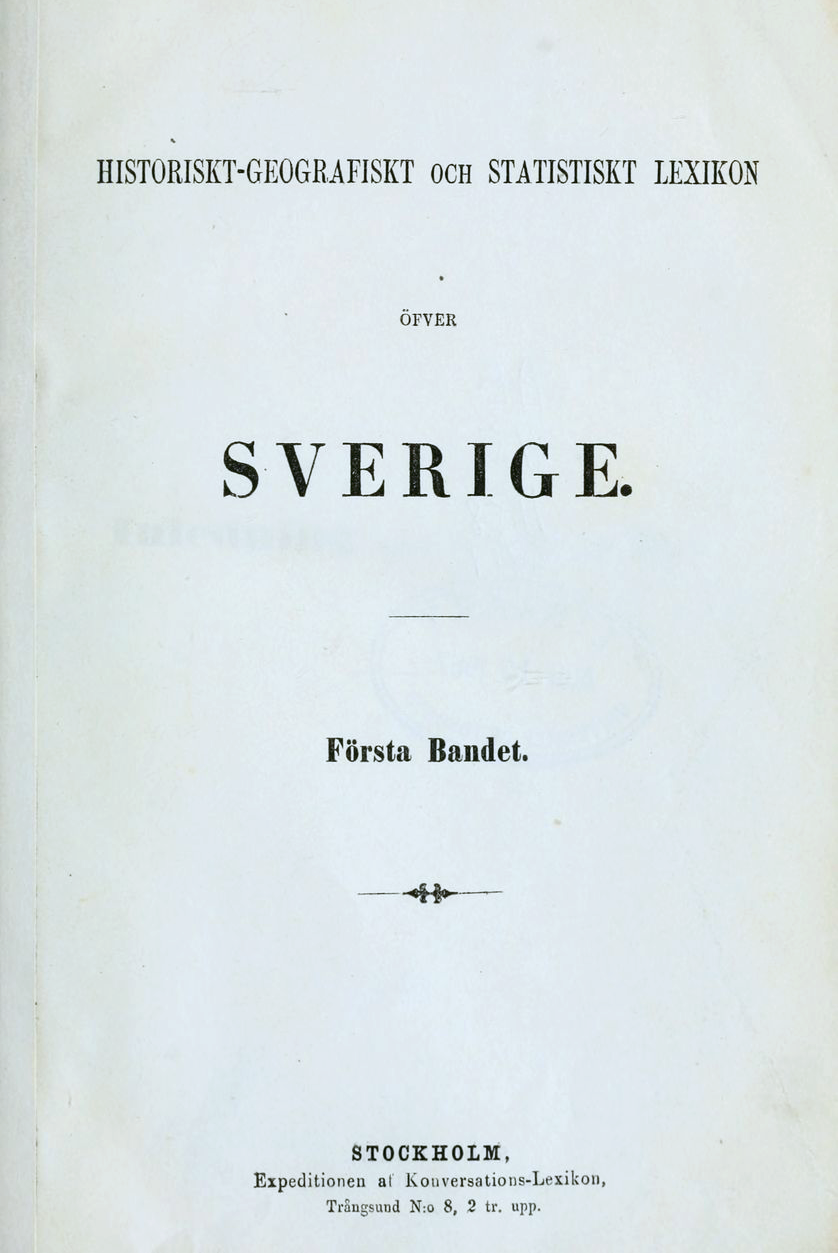
Titel, första bandet.

Historiskt-geografiskt och statistiskt lexikon öfver Sverige är ett svenskt uppslagsverk som utkom i sju delar mellan 1859 och 1870. Bland medverkande redaktörer märks Gustaf Hogner (1815–1897) och Gustaf Thomée (1812–1867). Verket digitaliserades i december 2010 (del 1–2) och maj 2011 (del 3–7) vid University of Toronto för Internet Archive och är tillgängligt på bland annat Projekt Runeberg och Google books.

## Citat
Uppslagsverket börjar med en ”Allmän Öfversikt” och med följande ord:
| ” | Mellan 55° 20’ — 69° 4’ n. br. samt 28° 49 1/2’ — 41° 49’ ö. l. utbreder sig konungariket Sverige, östra och största delen af den stora Skandinaviska Halfön. Rikets hela areal är 3,868 sv. ell. 8,406 geogr. qvadratmil, hvaraf de stora sjöarne upplaga omkring 490; landets största bredd är 40, dess största längd 150 sv. mil. Rikels östligaste punkt, vid Torneå-Elfs utlopp, ligger vid 41° 49’ ö. från Ferro, den vestligaste, omkring Strömstad, vid 28° 49 1/2’. Nordligaste punkten ligger mellan Lainio- och Muonio-elfvarnas källor, den sydligaste ligger s. om Trelleborg vid 55° 20’ n. br. samt 31° ö. l. | „ |